# Mozambik hadereje
Mozambik hadereje szárazföldi erőkből, légierőből és haditengerészetből áll.
Ezek megnevezései: Forcas Armadas de Defesa de Mocambique, FADM; Mozambiki hadsereg, Mozambiki haditengerészet (Marinha de Guerra de Mocambique, MGM), Mozambiki légierő (Forca Aerea de Mocambique, FAM).
A katonai védelmi kiadásokra a GDP kb. 1%-át fordítják.
A FADM fegyverzete elsősorban a szovjet időszakból származó felszerelésekből áll, bár az utóbbi években korlátozott mennyiségben érkeztek újabb felszerelések is, különösen repülőgépek és tengeri járőrhajók (főleg segélyként/adományként); India a vezető katonai beszállító 2010 óta (2019-es becslés).
A katonai szolgálat kötelező minden 18 éves korú férfira és nőre; 18-35 éves korig kiválasztásos alapon kötelező a katonai szolgálat; 18 éves életkor a határ az önkéntes szolgálatra; 2 éves szolgálati kötelezettség van; nők szolgálhatnak tisztként vagy besorozva (2019).

## Fegyveres erők létszáma
- Aktív: 11 150 fő

## Szárazföldi erők
Létszám
10 000 fő
Állomány
- 7 gyalogos zászlóalj
- 3 különleges zászlóalj
- 2 műszaki zászlóalj
- 3 tüzér osztály

Felszerelés
- 80 db harckocsi (T–54/55)
- 30 db felderítő harcjármű (BRDM–1)
- 40 db páncélozott szállító jármű (BMP–1)
- 120 db vontatásos tüzérségi löveg

## Légierő
Létszám
1000 fő
Felszerelés
- 12 db szállító repülőgép
- 4 db harci helikopter (Mi–24)
- 5 db szállító helikopter

## Haditengerészet
Létszám
150 fő